# Моран, Крисси
Кри́сси Мо́ран (англ. Crissy Moran; настоящее имя — Крисси Аутло (англ. Crissy Outlaw);  22 декабря 1975 года, Джэксонвилл, Флорида, США) — американская порноактриса.

## Биография
Выросла в маленьком городке неподалёку от Джэксонвилла, штат Флорида, впоследствии переехала в Лас-Вегас, а затем в Лос-Анджелес.
Крисси родилась в набожной семье, английского, ирландского и полинезийского происхождения. Её отец был пастором. В 11 лет она приобщилась к христианской вере, пройдя обряд конфирмацию. Годом позже родители Моран развелись, что нанесло ей сильную психологическую травму и вызвало чувство собственной неполноценности. Девушка считала себя непривлекательной, хотя мужчины часто отпускали ей вслед пошлые комментарии. В юности она несколько раз подвергалась сексуальному насилию. В 13 лет она переехала от отца-алкоголика к матери и отчиму, а в 17 лет потеряла девственность и забеременела. По словам девушки, она верила, что выйдет замуж за отца своего ребенка, но молодой человек разорвал отношения с ней, и она решила сделать аборт. Впоследствии вспоминая: «Моё сердце было разбито. […] Это было ужасно. Вся школа знала об этом, я потеряла всех друзей. Это была одна из самых травмирующих вещей, которые со мной происходили».

## Порнокарьера
Она начала свою карьеру в порнобизнесе в 1999 году в качестве эротической модели. Её первые фотографии в стиле ню были опубликованы в интернете. В 2000 году она опубликовала первые порнофотографии. В 2001 году снялась для календарей Castrol и Lowrider Magazine. Кроме того, она запустила собственный платный веб-сайт под названием Club Crissy.
Первоначально Моран снималась только для эротических фотосессий, позже — в гетеро и лесбийских сценах, а также в фетиш-фотосессиях. В октябре 2005 года она была номинирована журналом Putain в категории «самая узнаваемая порноактриса». В 2005 году она появилась на развороте журнала High Society и произвела операцию по увеличению груди — до четвёртого размера (90D). 
Всего, в период с 2001 по 2006 годы, она появилась более чем в 50 порнофильмах, продолжая регулярно сниматься для своего сайта, который приносил ей «огромное количество денег».
В 2006 году Крисси Моран покинула порноиндустрию после внутренних душевных перемен. Она сообщала поклонникам на своём веб-сайте, что никогда больше не разденется для фотосессий или съёмок в порно. В многостраничном сообщении 32-летняя девушка говорит, что самая большая любовь её жизни — Иисус Христос, она продолжает: «Я надеюсь, моя история поможет другим людям не делать те же ошибки, которые делала я». Моран примкнула к христианской организации XXXChurch, девиз которой — «Иисус любит порнозвезд». Она начала путешествовать по США с проповедями о необходимости отказа от порно и призывает молодых женщин не повторять ее ошибок. Бывшая порноактриса делится своей историей на конференциях в церквях, в университетах, и общественных группах.
В мае 2008 года Крисси снялась в непорнографическом фильме «Oversold», исполнив главную роль. «Oversold» — это современная адаптация истории пророка Осии, которому Бог ниспосылает испытание, повелевая взять в жёны блудницу. В «Oversold» происходит подобная история в современном контексте: в роли пророка и блудницы — пастор и проститутка-стриптизёрша из Лас-Вегаса. Фильм создавался компанией sumoJACK Productions. Премьерный показ состоялся 18 октября 2008 года в Тампе, штат Флорида.

## Фильмография
- 2001: Barefoot Couples
- 2001: Toe Teasers
- 2001: Tough Times for Tender Talents!
- 2002: Girls Tie Girls
- 2002: North Pole #33
- 2002: Tickle Nightmare!
- 2003: Acid Dreams
- 2003: Enchantment
- 2003: Fem: Tango
- 2003: Invitation Only
- 2003: Little Lace Panties 6
- 2003: Pussy Foot’n 5
- 2003: Road Strip
- 2003: Tricks and Treats
- 2003: United Colors of Ass 10
- 2003: Very Personal Assistants
- 2004: Country Girls 2
- 2004: Foot Worship Adventures!
- 2004: Hotel Decadence
- 2004: Jack’s Playground 14
- 2004: Jack’s Playground 15
- 2004: Men Only’s Gorgeous All Girls
- 2004: Murder-Set-Pieces
- 2004: Please Cum Inside Me 17
- 2004: Pussy Playhouse 8
- 2004: Serious Bondage for Hard Working Women
- 2004: South of Eden
- 2004: The Getaway
- 2005: Carnal Desires
- 2005: Helpless Heroines in Double Jeopardy!
- 2005: Naked Bondage Prisoners!
- 2005: Tied Topless Times Ten
- 2005: Taylor Rain Exposed
- 2006: Bare-Skinned, Bound and Beautiful!
- 2006: Battling Ball-Gagged Beauties!
- 2006: Dirty Talk
- 2006: Girlvana 2
- 2006: Hysterical Tickle Hostages!
- 2006: I Like to Chloroform Girls!
- 2006: Licking Pussy 12 Ways
- 2006: Lingerie Seduction
- 2006: My Secret Life
- 2006: Pussyman’s Decadent Divas 29
- 2006: Restrained by Sinister Persons!
- 2006: So Beautiful, So Out of It!
- 2006: Wrapped, Gagged and Teased!
- 2007: Lipstick Lesbian Orgy
- 2008: Oversold
- 2009: Ladies Room 1
- 2010: No Man's Land MILF Edition 4
- 2010: Twisty Treats 1
- 2011: Super Model Solos 1